# Бранко Стојановић
Бранко Стојановић — Крвави (Миросавци, код Лопара, 11. октобар 1923 — Београд, 10. август 1981), учесник Народноослободилачке борбе, потпуковник ЈНА и народни херој Југославије.

## Биографија
Рођен је 11. октобра 1923. године у селу Миросавци, код Лопара, у земљорадничкој породици.
Новембра 1941. године, ступио је у Мајевички партизански одред. После борби на Теочаку, у Горњој Чађавици и Крбетима, истакао се у борби с четницима код Вукосаваца. У тренутку четничког јуриша, Бранко је покренуо противјуриш, након чега је сломљен четнички јуриш и постигнута победа.
Од краја марта 1942. године, био је борац у Другом источнобосанском ударном батаљону, а затим у Шестој источнобосанској пролетерској бригади. Истакао се у борбама у околини Средњег и Чевљановића код Сарајева, код Округлице и на Станоринама, где је био угрожен Главни штаб Босне и Херцеговине, и у борбама код Власенице, јуна 1942. године. Тада је примљен за члана Комунистичке партије Југославије (КПЈ).
Када су се, почетком новембра 1942. године, Шеста источнобосанска бригада и Трећи сремски партизански одред пребацили из Срема на Мајевицу, четници су кренули да униште партизанске снаге, а први сукоб десио се код места Малешевци. Бранко је током битке управљао пушкомитраљезом. На врхунцу битке, Бранко је покренуо напад на непријатељске ровове, након чега су четници убрзо били поражени. На бојишту је остало 150 мртвих, а заробљено је око 500 четника. Бранко је био тешко рањен у овој борби. Он је, сав у крви (због тога је и добио надимак Крвави), наставио да гађа непријатеља једном руком.
После лечења у селу Трнови, Бранко је постао командир чете при Команди подручја, а крајем 1943. године постављен је за команданта батаљона у новоформираном Мајевичком одреду. Као командант батаљона истакао се у многим борбама, од којих су неке код села Пирковци, Вукосавци и Јабланици испод Међедника. У овом одреду остао је до краја 1944. године. Извесно време боравио је у Срему, учествујући у борбама на прузи Брчко–Винковци, код Славонског Шамца, у Семберији, у Балатуну и Велину Селу.
После повратка на Мајевицу, октобра 1944. године, радио је у Одељењу за заштиту народа (ОЗН) у Тузли, а почетком 1945. постављен је за команданта батаљона Друге бригаде Корпуса народне одбране Југославије (КНОЈ) и остао на Мајевици да чисти терен од заосталих група четника. Те је зиме лично убио четничког војводу Радивоја Керовића.
После рата остао је у активној служби у Југословенској народној армији (ЈНА), са чином потпуковника. Завршио је Пешадијску официрску школу ЈНА.
Умро је 10. августа 1981. године у Београду. Сахрањен је на Партизанском спомен-гробљу у Вукосавцима, код Лопара.
Носилац је Партизанске споменице 1941. и више југословенских одликовања, међу којима су — Орден заслуга за народ са сребрним зрацима, Орден братства и јединства са сребрним венцем, Орден за храброст и Орден партизанске звезде са пушкама. Орденом народног хероја одликован је 24. јула 1953. године.